# Lair Guerra de Macedo
Lair Guerra de Macedo (Parnaguá, 28 de março de 1943 – Brasília, 13 de março de 2024) foi uma biomédica, pesquisadora e professora universitária brasileira.
Idealizadora e responsável pelo Programa Nacional de Combate à AIDS, foi indicada ao Nobel da Paz por seu trabalho em saúde.

## Carreira
Formou-se em Ciências Biomédicas pela Universidade Federal de Pernambuco (UFPE). Especializou-se em Administração de Saúde pública e Doenças Sexualmente Transmissíveis pelo Centro de Controle e Prevenção de Doenças (CDC), em Atlanta, nos Estados Unidos. Destacou-se pelo pioneirismo na formulação das primeiras políticas nacionais de resposta à epidemia de AIDS. No início da década de 1980, os prognósticos para a pandemia do HIV/Aids, no Brasil, eram sinistros. Tendo com princípio "a saúde como direito de todos", conseguiu que o Estado pagasse a distribuição gratuita e universal do coquetel antirretroviral e foi a arquiteta do Programa Nacional de DST e Aids, do Ministério da Saúde, que coordenou de 1985 a 1996, ano em que se afastou do cargo em decorrência de um acidente de carro.
O Brasil desencadeou uma grande campanha para a prevenção da doença e foi a primeira nação a adotar, em larga escala, a terapia antirretroviral para todas as pessoas que dela necessitavam, independentemente da condição socioeconômica. Isto resultou em diminuição acentuada do número de hospitalizações, sequelas e mortes causadas pelo HIV. Graças a isto, o programa mostrou-se custo-efetivo, apesar de seu custo elevado.